# Pomorska večer
Pomorska večer je jedna od najdugovječnijih hrvatskih radijskih emisija, posvećena pomorstvu, brodarstvu i općenito temama vezanim uz more, a emitira se od 1952. godine. U emisiji se tradicionalno objavljuju pozdravi pomorcima.

## Povijest
Pomorska večer je započela kao "Emisija za pomorce" koja se prvi put emitirala na tadašnjem Radio Zagrebu, 8. srpnja 1952. godine, u 18:30. Pokretač i glavni urednik emisije bio je Branko Knezoci. Emisija je u početku trajala jedan sat, a emitirala se od 18:30 sati, odnosno od 20:00 sati u ljetnim mjesecima. Kasnije, kada glavni urednik postaje Zvonimir Bukovina, emisija se proširuje na dva sata i dobiva današnje ime. Emisiju 1970-ih godina preuzimaju regionalni radijski centri Dubrovnik, Split, Zadar, Rijeka i Pula, a posljednjih dvadesetak godina emitira se u istom terminu, svakog ponedjeljka od 20:00 do 24:00 sata. Osim regionalnih centara emisiju prenosi i 1. program Hrvatskoga radija.

## Urednici
| Radio Pula      | Budimir Žižović   |
| Radio Rijeka    | Branka Malnar     |
| Radio Zadar     | Gordan Kurtović   |
| Radio Split     | Jadran Marinković |
| Radio Dubrovnik | Božica Đurđević   |
|                 | Božo Brzica       |

## Priznanja
Emisija je dobila priznanje za promicanje pomorske kulture koje dodjeljuje Ministarstvo pomorstva, prometa i infrastrukture.
Za doprinos u području zaštite ljudskih prava emisija je 2015. godine dobila nagradu Hrvatskog helsinškog odbora "Joško Kulušić".